# Khu vực hồ Masuria

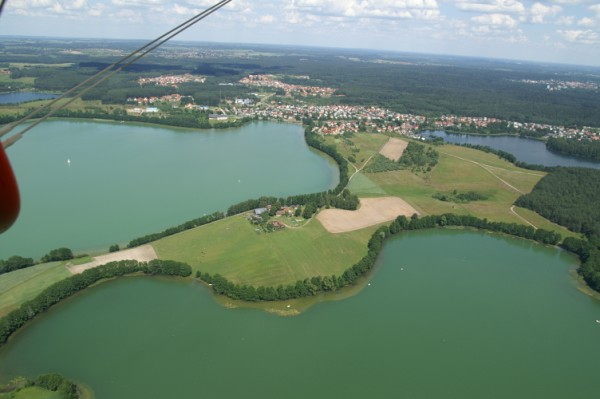
Một phần khu vực các hồ

Khu vực hồ Masuria (tiếng Ba Lan: Pojezierze Mazurskie; tiếng Đức: Masurische Seenplatte) là một khu hồ nước ở phía đông bắc Ba Lan trong khu vực địa lý Masuria. Khu vực có hơn 2.000 hồ, đã vào vòng chung kết 28 ứng cử viên Bảy Kỳ quan Thiên nhiên Mới của Thế giới năm 2011.
Khu vực hồ kéo dài khoảng 290 km (180 dặm) về phía đông từ sông Vistula thấp hơn biên giới Ba Lan-Litva và chiếm một diện tích khoảng 52.000 km vuông. Về mặt hành chính, Khu vực hồ nằm trong tỉnh Warmia-Masuria. Các khu vực nhỏ của khu vực nằm trong tỉnh Masovia và Podlaskie.
Các hồ được kết nối bởi các con sông và kênh rạch, tạo thành một hệ thống tuyến đường thủy rộng lớn. Con kênh thế kỷ 18 Masuria nối hệ thống này vào biển Baltic. Toàn bộ khu vực là một điểm đến du lịch chính, nơi đến thường xuyên của những người đam mê chèo thuyền, vận động viên canoeing, hoạt động câu cá, đi bộ đường dài, xe đạp và yêu thiên nhiên. Đây là một trong các khu vực hồ nổi tiếng nhất ở Trung Âu và một điểm phổ biến đối với các kỳ nghỉ, với số lượng du khách mỗi năm cao nhất.
Du khách đến đây bằng tàu hỏa, xe buýt hoặc xe hơi. Các sân bay quốc tế gần đó tại Warsaw, Gdańsk, và Vilnius. Trung tâm giao thông chính trong khu vực là thị trấn Elk. 